# Georges Cyr
Georges Albert Cyr (* 3. Juni 1881 in Montgeron, Seine-et-Oise; † 4. Juli 1964 in Beirut) war ein französischer Maler und Aquarellist. Er wird stilistisch der École de Rouen zugeordnet.

## Leben

### In Frankreich
Georges Albert Cyr wurde am 3. Juni 1881 in Montgeron im Departement Seine-et-Oise als Sohn eines Lehrers und einer Hausfrau geboren. Schon in jungen Jahren zog er nach Paris, wo er seine Leidenschaft für die Malerei entdeckte. Er heiratete 1906 und begann 1910 auf Anregung des französischen Impressionisten Armand Guillaumin seine künstlerische Laufbahn. Um 1914 ließ er sich in Rouen nieder und machte sich mit humoristischen Zeichnungen einen Namen. Er nahm das Pseudonym Cyr an und vernetzt sich mit der Rouener Kunstszene.
Seine erste bedeutende Ausstellung hatte Cyr 1916 in der Galerie Brabant in Rouen mit Zeichnungen, die das Leben der englischen Soldaten zum Thema hatten. Weitere Ausstellungen folgten und 1917 erwarb die Stadt Rouen vier seiner Zeichnungen. Cyr stellte weiterhin regelmäßig aus und zeigt 1918 acht Gemälde im Musée des Beaux-Arts de Rouen. Im Jahr 1920 präsentierte er seine Werke in einer Einzelausstellung in der Salle Legrip, wo die Kritiker seine klare Vision und seine kräftigen Farben loben.
Ab 1921 nahm er regelmäßig an den Salons von Paris und Rouen teil und schloss Freundschaft mit Othon Friesz. Er stellte in der Galerie Moderne und später in der Galerie Beuzebosc aus und konzentrierte sich zunehmend auf Landschaften und Seestücke. Seine Werke werden wegen ihrer reduzierten Farbpalette und der tiefgründigen Analyse der Landschaftsstrukturen geschätzt.
1924 stellte er in Paris im Salon des Indépendants aus und seine Werke werden in verschiedene internationale Sammlungen aufgenommen. In den Jahren 1925 und 1926 stellte er in Bordeaux und auf dem Salon d’Automne aus. 1927 und in den folgenden Jahren setzte er seine Ausstellungstätigkeit fort, die von der Presse positiv aufgenommen wird.
In Frankreich hielt sich Cyr an die ästhetischen Grundprinzipien der École de Rouen, mit der vor allem die französischen Künstler bezeichnet werden, die zu Beginn des 20. Jahrhunderts in der Stadt Rouen lebten und den post- und neoimpressionistischen Stil praktizierten. Wie Monets berühmte Darstellungen der Kathedrale der Stadt zeigen, war Rouen ein wichtiges Zentrum des Impressionismus, in dem Künstler wie Sisley und Pissarro zeitweilig lebten, und ebenso wichtig für die Entwicklung postimpressionistischer Techniken. Maler wie Joseph Delattre und Charles Angrand übernahmen neue Techniken, insbesondere den Pointillismus von Seurat, und führten das Erbe des Impressionismus, die Freilichtmalerei, fort. Der Einfluss der Schule von Rouen zeigt sich am deutlichsten in den Ölgemälden von Cyr, die sich durch einen leichten, luftigen Pinselstrich, kräftige Farben und lebhafte Kompositionen auszeichnen.

### Im Libanon
1934 beschloss Cyr, sich in Beirut im Libanon niederzulassen, wo er die nächsten 30 Jahre seines Lebens verbringen sollte. Bei seiner Ankunft in Beirut erlebte er angeblich „Liebe auf den ersten Blick“ und beschloss, sich dort dauerhaft niederzulassen. Die zweite Hälfte seines Lebens verbrachte er inmitten der aufkeimenden Kunstszene der Stadt, wo sein Atelier Ain El Mraisse zu einem so beliebten Treffpunkt für gleichgesinnte Kreative wurde, dass sie es informell als „Kunstschule“ bezeichneten.
Obwohl Cyr ein reiches Werk an Ölgemälden schuf, die von der libanesischen Landschaft inspiriert waren, verdiente er seinen Lebensunterhalt in Beirut mit dem Verkauf von Aquarellen. Sein Besuch im „Paris des Nahen Ostens“ sollte ursprünglich nur vorübergehend sein, doch nachdem er nach einigen Wochen in der Stadt neue französische und libanesische Freunde gefunden hatte, konnte der Künstler nicht mehr abreisen. Was dem Libanon an traditionellen westlichen Kunstinstitutionen fehlte, machte Cyr durch den kulturellen Reichtum und die Gesellschaft seiner engen Freunde – allen voran des libanesischen Dichters Georges Schehadé – wett. Cyrs Atelier wurde zu einem sozialen und intellektuellen Treffpunkt für Künstler und Schriftsteller, der von so angesehenen Persönlichkeiten wie Shafic Abboud, Omar Onsi, Moustafa Farroukh und Elie Kanaan besucht wurde. Der Libanon vermittelte Cyr ein Gefühl der Wärme, des Komforts und der Gastfreundschaft, das ihm völlig fremd war und dessen Lebensrhythmus er der Hektik von Paris vorzog. Der Libanon vermittelte ihm auch ein Gefühl von Bedeutung und Relevanz, da er bis zu einem gewissen Grad in der Lage war, die Techniken und die Ästhetik, die er in seiner französischen Heimat erlernt hatte, an libanesische Kunststudenten weiterzugeben. Natürlich hatten Onsi, Farroukh und andere ihre Ausbildung ebenfalls in Frankreich absolviert, so dass vieles von Cyrs Wissen überflüssig war, aber er förderte dennoch das Studium und die Praxis des Kubismus unter den einheimischen Künstlern und hinterließ einen großen Eindruck in der Kunstszene von Beirut.
Cyr kehrte 1944 kurz nach Paris zurück, kehrte aber bald wieder nach Beirut zurück. 1962 wurde er für seine Verdienste um die libanesische Kunst mit dem Orden der Zeder ausgezeichnet. Georges Cyr stirbt am 3. Juli 1964 in Beirut.

## Werke
Er malte sowohl in Öl als auch in Aquarell und schwankte bis zu seinem Lebensende zwischen Abstraktion und Gegenständlichkeit. Trotz einiger Erfolge in seiner Karriere wurde sein künstlerisches Erbe in Frankreich nicht vollständig anerkannt. Von den rund 1200 Werken aus seiner Zeit in Rouen und Paris sind viele verloren gegangen, vor allem jene, die während des libanesischen Bürgerkriegs zerstört wurden.
Seine Gemälde, die ein breites Themenspektrum abdecken – Landschaften, das Meer, Stillleben, Akte und Porträts – werden mit zunehmendem Alter des Künstlers freier und lebendiger und zeichnen sich durch einen lockeren, kräftigeren Pinselstrich und einen kühneren Umgang mit dem Licht aus. In den 1940er Jahren durchlebte der Künstler eine Vertrauenskrise, in der er den Einfluss seines Werkes auf die Kunstgeschichte in Frage stellte und befürchtete, nichts Bedeutendes geschaffen zu haben, das diese Geschichte hätte prägen können. Von seinem geschwächten Ego getrieben, gab er die Aquarellmalerei zugunsten der Ölmalerei auf und kehrte zum Kubismus zurück, mit dem er in den 1930er Jahren geliebäugelt hatte. Seine späteren kubistischen Gemälde beziehen ihre Farbpalette aus den warmen Tönen des Mittelmeers und zeigen den verschwommenen, träumerischen Umgang mit der Farbe, der für viele Maler der Schule von Rouen charakteristisch ist. Obwohl er jedes Jahr nach Paris zurückkehrte, in der Hoffnung, in Frankreich Anerkennung zu finden, war Cyrs Karriere in den letzten beiden Jahrzehnten seines Lebens im Libanon verwurzelt. Der Künstler starb 1964 in Beirut, nur ein Jahr nach seiner letzten Ausstellung.